# Soulside Journey
Soulside Journey è il primo album in studio del gruppo musicale black metal norvegese Darkthrone, pubblicato il 13 gennaio 1991 dalla Peaceville Records.

## Il disco
L'album fu pubblicato anche in edizione jewel case nel 2001 e nel 2003 in edizione digipack contenente un'intervista con la band, oltre che in picture disc in edizione limitata a 1 000 copie. La grafica di copertina è opera di Duncan Fegredo, il design e le fotografie sono di Gylve Fenris Nagell ed il logo di Nagell, Tassillo e Tompa. Ulf Cederlund figura come coproduttore.
Musicalmente si differenzia dai successivi lavori della band poiché fortemente legato al death metal degli esordi; solamente a partire dal successivo A Blaze in the Northern Sky il gruppo si convertirà al black metal.

## Tracce
- Tutte le tracce scritte dai Darkthrone.

1. Cromlech – 4:11
2. Sunrise Over Locus Mortis – 3:31
3. Soulside Journey – 4:36
4. Accumulation of Generalization – 3:17
5. Neptune Towers – 3:15
6. Sempiternal Sepulchrality – 3:32
7. Grave with a View – 3:27
8. Iconoclasm Sweeps Cappadocia – 4:00
9. Nor the Silent Whispers – 3:18
10. The Watchtower – 4:58
11. Eon – 3:39

Durata totale: 41:44

## Formazione
- Nocturno Culto - voce e chitarra
- Zephyrous - chitarra
- Dag Nilsen - basso
- Hank Amarillo - batteria